# Fritz Peterson
Pour les articles homonymes, voir Peterson.
Fritz Fred Peterson, né Fred Ingels Peterson le 8 février 1942 à Chicago, Illinois (États-Unis) et mort le 11 avril 2024 à Winona (Minnesota), est un lanceur gaucher des Ligues majeures de baseball ayant joué de 1966 à 1976, principalement pour les Yankees de New York.

## Carrière
Signé par les Yankees en 1963, Fritz Peterson fait ses débuts dans les majeures le 15 avril 1966 et lance un match complet dans une victoire de 3-2 sur les Orioles, à Baltimore. Il remporte 12 victoires à sa première saison.
Il connaît ses meilleures années entre 1969 et 1972, alors qu'il remporte respectivement 17, 20, 15 et 17 décisions. Il participe au match des étoiles en 1970.
Par la suite, les performances de Peterson déclineront, mais il connaîtra une dernière saison gagnante chez les Indians de Cleveland, pour qui il présente un dossier de 14-8 en 1975.
Le lanceur gaucher a remporté 133 victoires en carrière, en 355 apparitions, dont 330 départs, au monticule, et un total de 2218 manches et un tiers lancées. Sa moyenne de points mérités est de 3,30. Il a retiré 1015 frappeurs sur des prises.

## Vie personnelle
Les amateurs new-yorkais se souviennent surtout de Fritz Peterson pour avoir « échangé » sa famille avec celle de son coéquipier des Yankees, le lanceur Mike Kekich, avant le début de la saison 1973. Kekich et Peterson avaient en effet décidé de s'échanger femmes, enfants... et même les chiens de la famille.
Kekich « obtint » donc Marilyn Peterson, ses deux enfants et un caniche. De son côté, Peterson se mit en ménage avec Susan Kekich, leurs deux enfants et un Bedlington terrier. « Nous n'avons pas échangé nos épouses, ; nous avons échangé nos vies », de dire Kekich.
L'arrangement sembla profiter davantage à Peterson, qui épousa l'ex-femme de son coéquipier, qu'à Kekich, qui rompit rapidement avec l'ancienne épouse de Peterson,.